# Piotr Wojciechowski
Piotr Herbert Wojciechowski, ps. Dymitr Łazur (ur. 18 lutego 1938 w Poznaniu) – polski pisarz, prozaik, poeta, rysownik, reżyser i krytyk filmowy. Prowadził działalność akademicką. Zajmuje się teorią dziennikarstwa i inspirowaną chrześcijaństwem ekologią. Obok powieści i poezji, stale aktywny jako felietonista i eseista. Tworzy również poprzez rysunek. Jest znawcą gór i ich kultury.

## Życiorys
Urodził się w Poznaniu 18 lutego 1938. Jest synem pisarza i tłumacza Edwina Herberta Wojciechowskiego (1910–1974) i Zofii z Kozłowskich (1902–1992), lekarki i harcmistrzyni. Od początku wojny mieszkał w Lublinie. Lubelski program „świadka historii” przedstawił jego relacje z dzieciństwa i wydarzeń, które były tłem dla późniejszej twórczości literackiej. Maturę uzyskał w II Liceum Ogólnokształcącym im. Hetmana Jana Zamoyskiego w Lublinie (1955).

### Kariera twórcza
Wojciechowski ukończył studia geologiczne na Uniwersytecie Wrocławskim (1961), dziennikarskie na Uniwersytecie Warszawskim (1964) oraz reżyserii filmowej w Państwowej Wyższej Szkole Filmowej, Telewizyjnej i Teatralnej w Łodzi (PWSFTviT, 1969). W 2000 odbył przewód kwalifikacyjny I stopnia (odpowiednik doktoratu) w zakresie sztuki filmowej (reżyseria) w PWSFTviT w Łodzi.
Był członkiem Związku Literatów Polskich (1970–1983). W 1989 był członkiem założycielem Stowarzyszenia Pisarzy Polskich, od 1990 wiceprezesem, a w okresie 2002–2005 prezesem Stowarzyszenia. Wykładał scenariopisarstwo i wiedzę o scenariuszu w PWSFTviT w Łodzi. Prowadził warsztaty literackie w Pracowni Prozy w Laboratorium Reportażu Uniwersytetu Warszawskiego.
Był członkiem Rady Etyki Mediów i Rady Języka Polskiego przy Prezydium PAN. Od 2009 był członkiem Rady Programowej Fundacji Centrum Twórczości Narodowej. Od 2008 wchodził w skład jury Nagrody Mediów Publicznych w dziedzinie literatury pięknej – „Cogito”. Jest członkiem kapituły Nagrody im. Zbyszka Cybulskiego współfinansowanej przez Polski Instytut Sztuki Filmowej.

### Aktywność społeczna

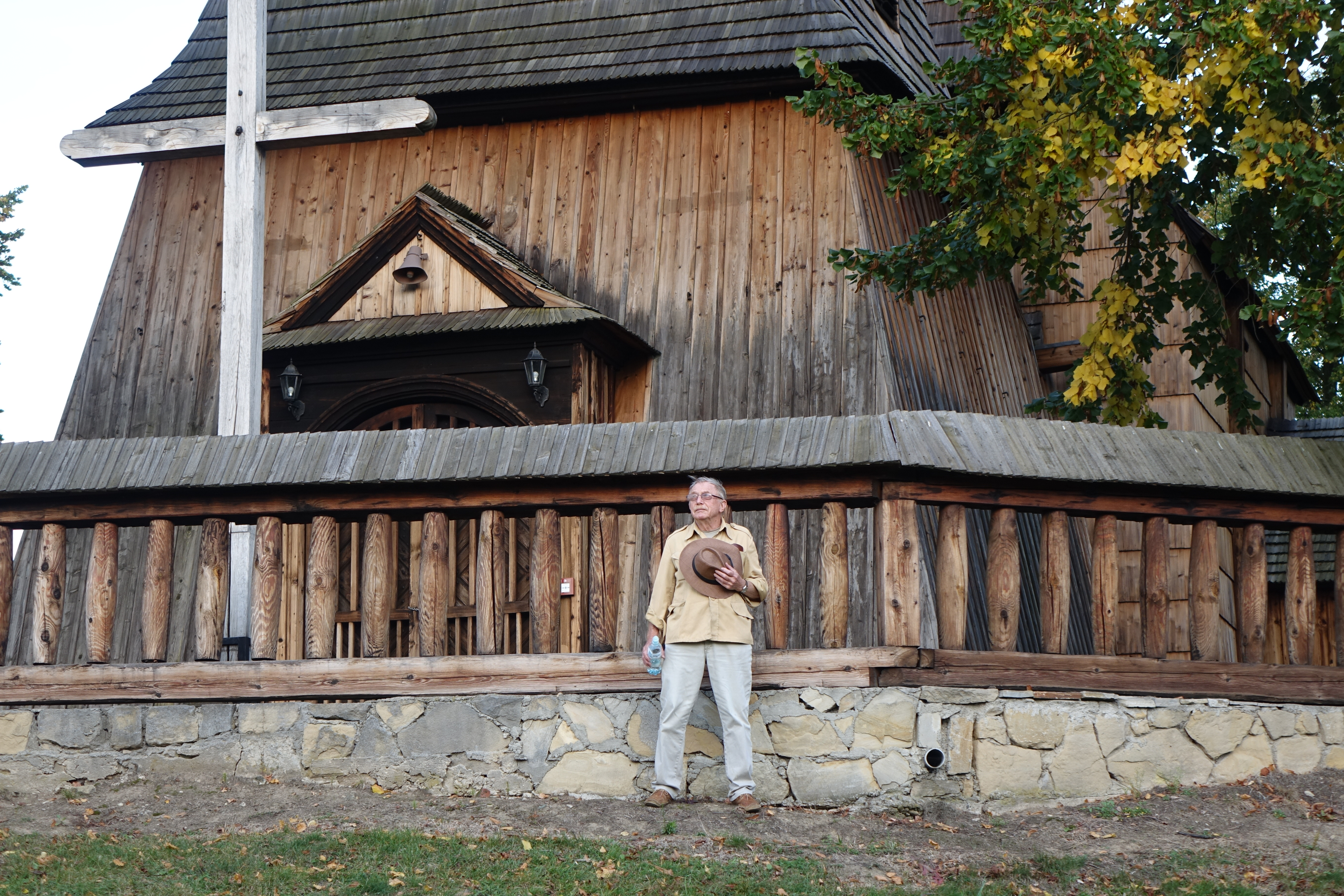
Piotr Wojciechowski (2016) przed kościołem Wszystkich Świętych w Bliznem z XV wieku (południowa część Pogórza Dynowskiego).

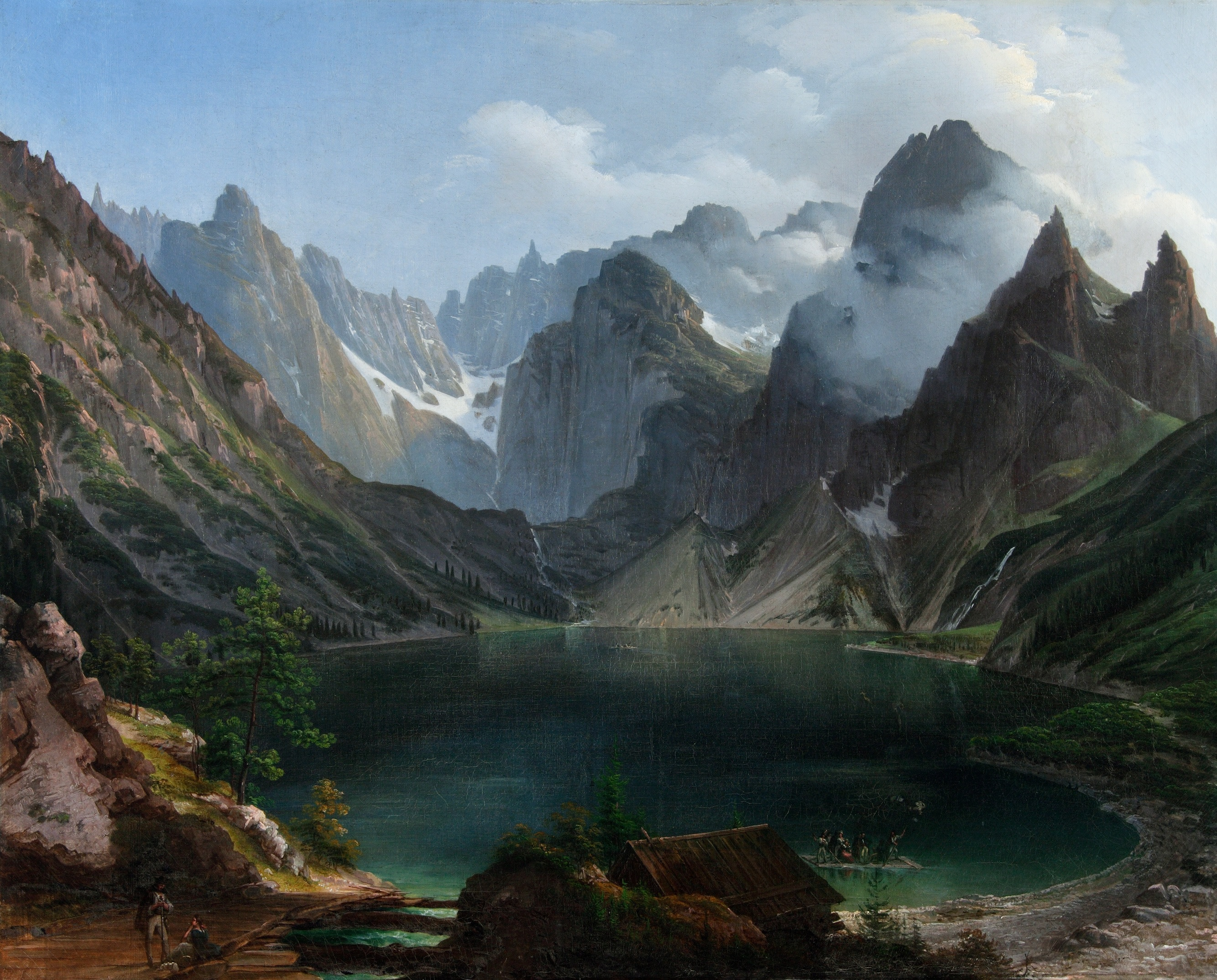
Jan Nepomucen Głowacki, Morskie Oko (olej na płótnie, ok. 1840), Muzeum Narodowe w Kielcach

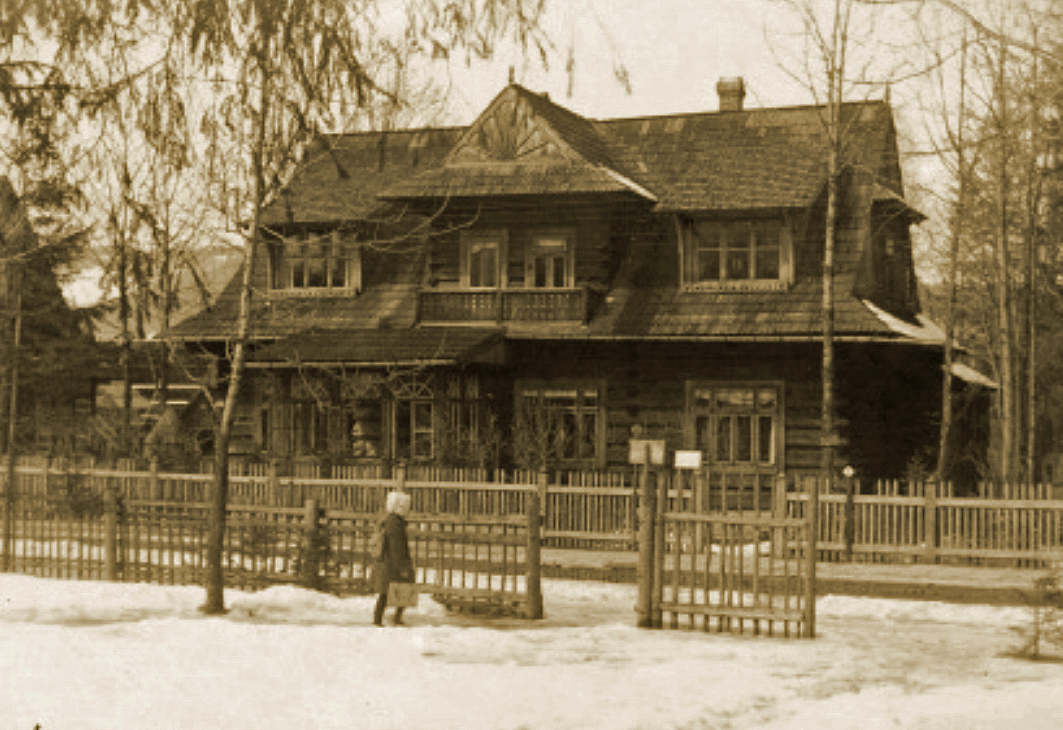
Willa „Dom Doktora” przy ul. Stanisława Witkiewicza 19 w Zakopanem (ok. 1915)

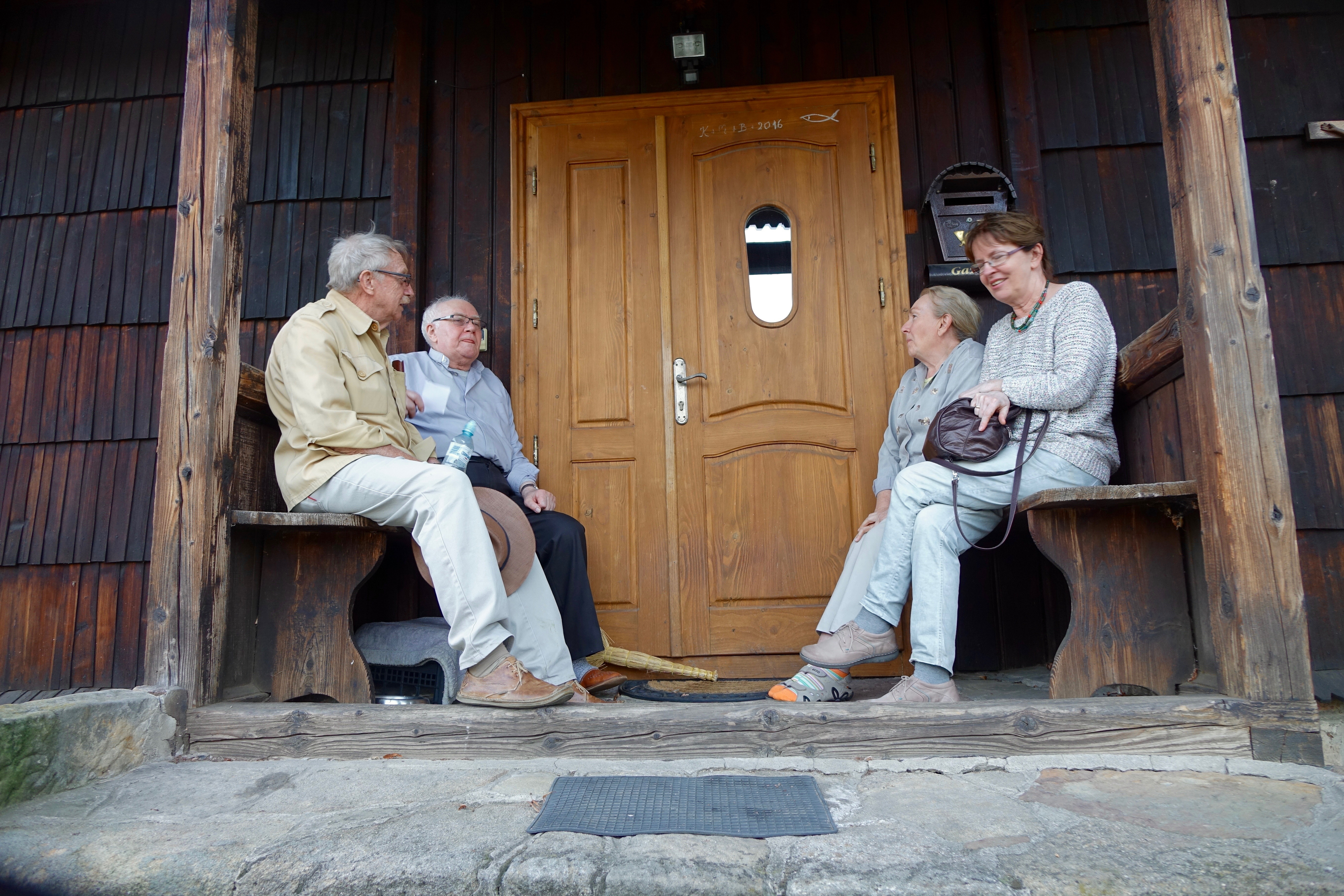
Piotr Wojciechowski (po lewej) na ganku historycznej plebanii z XVII wieku w Bliznem (2016). Naprzeciwko: jego żona Krystyna, w drugim rzędzie: ksiądz Stanisław Wawrzkowicz (1938–2019) i Barbara Cena

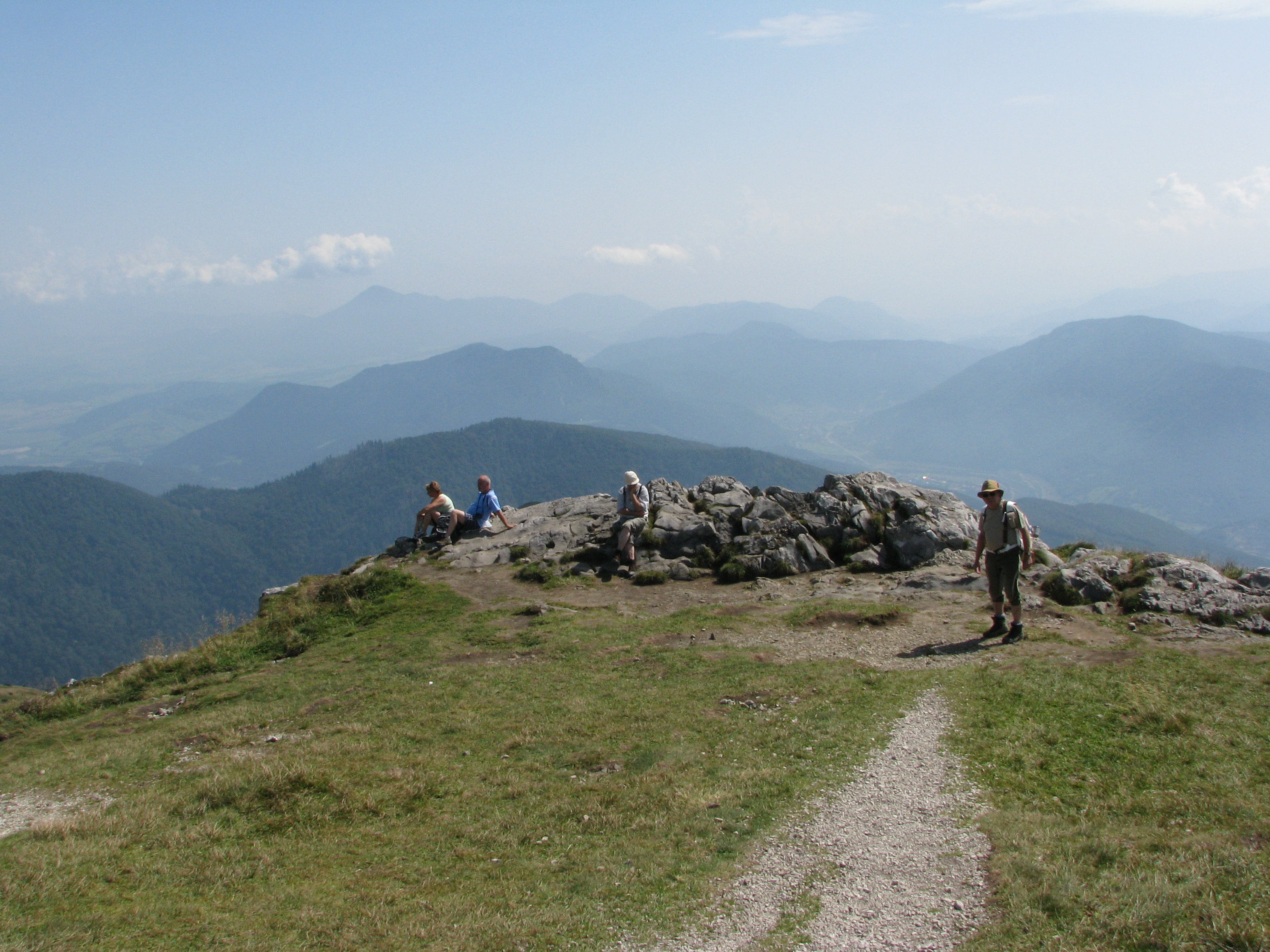
Piotr Wojciechowski (z prawej) na szczycie Chlebu (1646 m) w Małej Fatrze na Słowacji w 2011

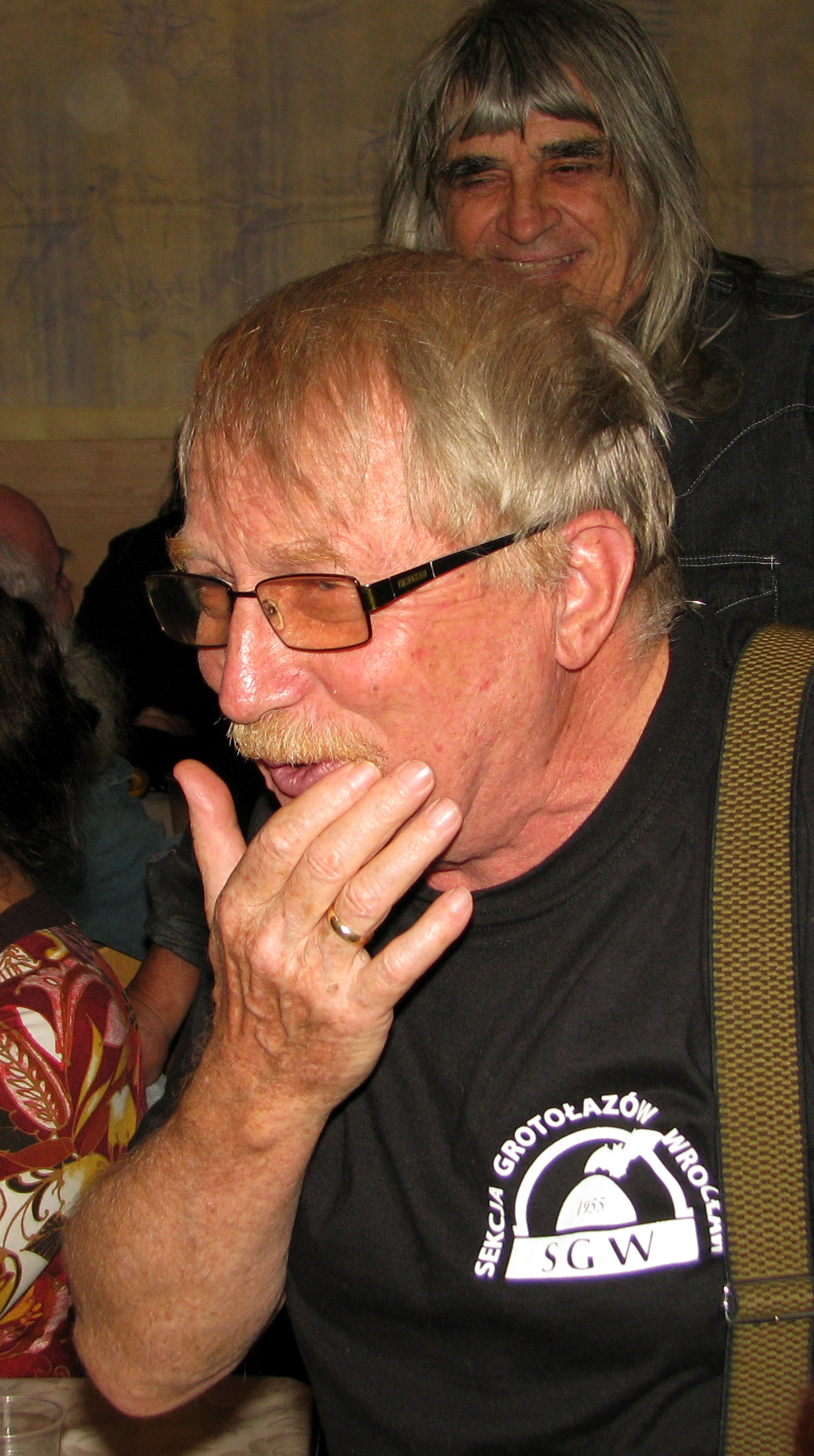
Piotr Wojciechowski na spotkaniu Sekcji Grotołazów Wrocław w 2011 w Dolinie Chochołowskiej z okazji 50. rocznicy odkrycia Jaskini Czarnej, z tyłu: współzałożyciel Sekcji - Janusz Rabek

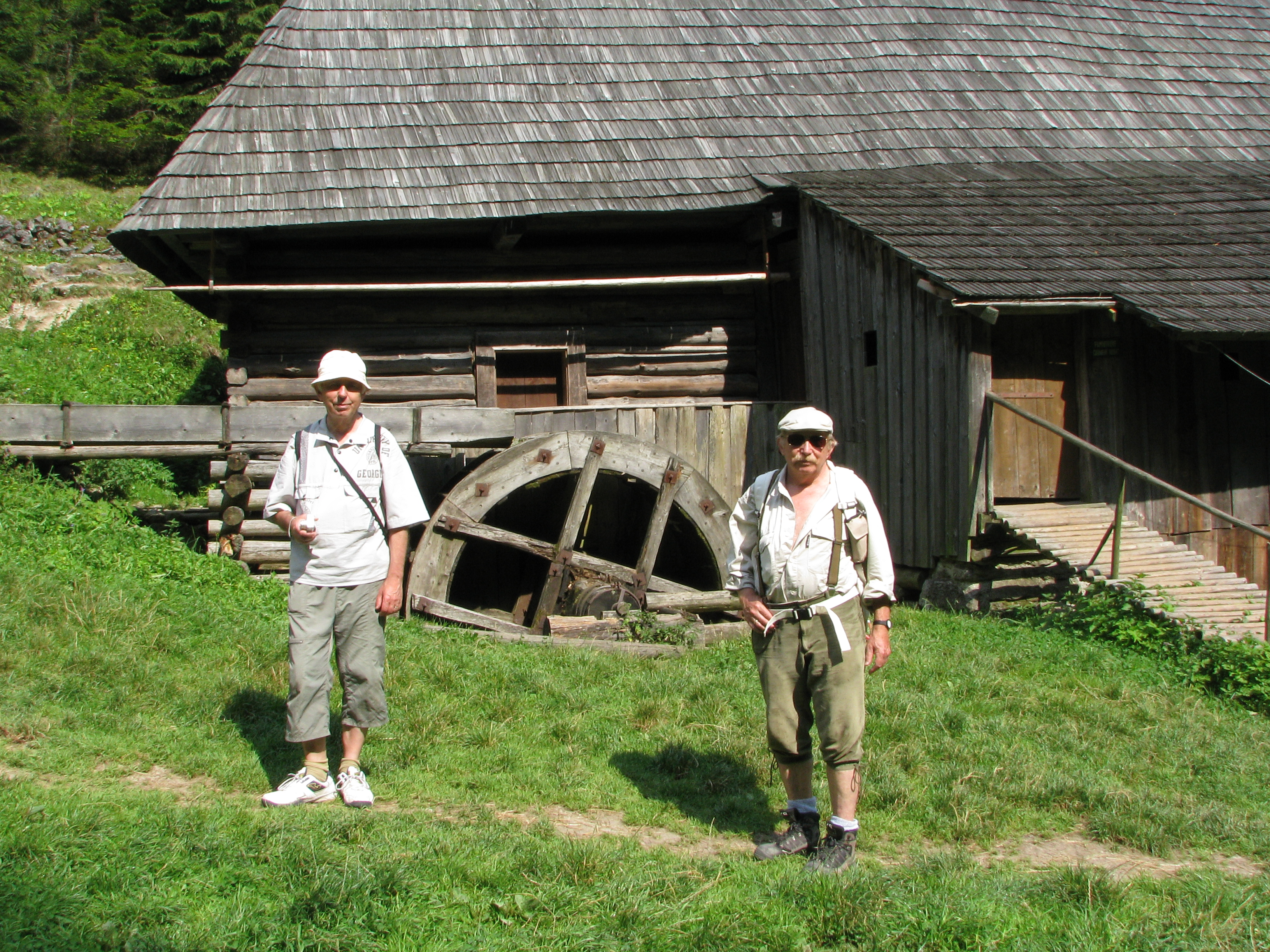
Piotr Wojciechowski i Andrzej Kaczanowski (z lewej) przy górnym młynie w Dolinie Kwaczańskiej na Słowacji w 2011

Jest znawcą życia i twórczości Witkacego, szczególnie jego epizodów zakopiańskich. Wprowadził pojęcie „mitotroniki” do teorii dziennikarstwa i nauk informatycznych. Mitotronika zajmuje się „mitami w działaniach socjotechnicznych”.
Używa pseudonimów, najczęściej Dymitr Łazur. W czasie stanu wojennego publikował pod różnymi pseudonimami (Leonard Jeleń, Maria Rudnik) w czasopismach wychodzących poza zasięgiem cenzury. W latach 60. był zaprzyjaźniony ze środowiskiem „taterników” przygotowujących współpracę z paryską „Kulturą”.
Brał udział w Tygodniach Kultury Chrześcijańskiej od 1984. Udziela się w pracy z młodzieżą katolicką w Przymierzu Rodzin. Jest promotorem „Szlaku Kresów Ocalonych” – ścieżki rowerowej wzdłuż wschodniej granicy Polski.

### Związki z górami
Jest znawcą gór, ludzi gór i ich kultury. Uważa, że „w Tatrach jest wyjątkowo silne zagęszczenie materii kulturowej, żadne inne góry świata nie są tak opisane we wspomnieniach”, a atmosfera schronisk tatrzańskich lat 60. XX wieku „zupełnie nie pasowała do tamtych ponurych czasów”. Opisał wtedy w Kamiennych pszczołach pojęcie „Podhalańskiej Akademii Wiedzy”. Akademia miała początki w namiotach taterników przy schronisku nad Morskim Okiem, a jej mit był związany „z góralską, inteligencką, galicyjsko-wieloetniczną i legionowo-polską kulturową tradycją Zakopanego”. Genezę mitu wyjaśnił w wywiadzie dla Radio France Internationale. Później umiejscawiał fikcyjną Podhalańską Akademię Wiedzy w zakopiańskim Domu Doktora, który do częściowego pożaru w końcu 2023 zachował wystrój i atmosferę z początku XX wieku. Uczestniczył w kampanii środowisk artystycznych skutecznie wspierającej jego remont.
Jest narciarzem i taternikiem, a także członkiem (od 1955) wrocławskiej Sekcji Grotołazów i uczestnikiem jej licznych wypraw tatrzańskich, a także do Jugosławii, Bułgarii i Gruzji. Brał udział w wyprawach eksploracyjnych do tatrzańskich jaskiń Zimnej, Miętusiej i odkrytej w 1961 przez członków Sekcji jaskini Czarnej.

### Życie prywatne
Od 1965 mieszka w Warszawie. W 1969 ożenił się z Krystyną Romecką, malarką i projektantką wnętrz, ilustratorką części jego książek i współautorką wystaw. Ich córka, Gabriela, jest autorką edukacyjnych i proekologicznych projektów środowiska miejskiego.

## Twórczość
Najpełniej wypowiada się w swoich powieściach i poezji, ale także w esejach i felietonach. Pisał książki dla dzieci i młodzieży, publikował sztuki sceniczne, tworzył scenariusze filmowe i TV. Zajmował się reżyserią i krytyką filmową. Jest też rysownikiem.
Zadebiutował w 1963 jako autor sztuki nazwanej na potrzeby działającej cenzury Powrót komety Halleya, wystawionej przez klub studencki Pod Jaszczurami w Krakowie. Sztuka została opublikowana pod właściwym tytułem Rower pancerny w 1978. Po 1964 była wystawiana (już jako Rower pancerny) w teatrach studenckich. W treści była „groteskowo-ironicznym komentarzem do bieżącej sytuacji polityczno-społecznej” PRL. Opowiadała o konflikcie pomiędzy Platfusami i Antypodami. Ci pierwsi posługiwali się fałszem i przemocą wobec Antypodów, którzy twierdzili, że Ziemia jest kulista i że to ma znaczenie. Sztuka ta jest uważana jako „kamień węgielny całej twórczości pisarza”. Sam autor nazwał ją „najulubieńszym z moich pism juwenilnych”.

(...)
(Platfusy:) Ziemia mieć może formę szparaga,
Albo świńskiego kopyta,
Ziemia w teorii taka czy siaka
W praktyce jest płaska i kwita!
Zrobimy miejsce naszym gościom. (...)
Stańcie nareszcie na ziemi!
My się ściśniemy trochę na lewo,
Wy się stłoczycie na prawo. (...)
(Narrator:) Na sztandarach – platfusa ślad.
Drzewca – opornym w żebra.
Pełne ręce roboty ma kat.
(Wszyscy:) Pod prąd popłynie czas pod prąd,
A my na Pancernym Rowerze,
Zwiejemy stąd, zwiejemy stąd (...)
(Platfus:) Kiedy Cię męczy paranoja,
Albo moralny kac niezmierny,
Zbawi cię tylko jeden pojazd:
Rower Pancerny. (...)

Jako powieściopisarz zadebiutował w 1967 książką Kamienne pszczoły. Jarosław Iwaszkiewicz napisał w 1968, że „wzbogaca ona zasoby naszej literatury współczesnej”, a także że jest „książką trudną” i że „trzeba ją przyjmować jako dzieło sztuki napisane dla «czystej formy»”. Iwaszkiewicz zauważył zainteresowanie Wojciechowskiego górami i ich środowiskiem kulturowym. Recenzent uważał, że książka jest „transpozycją współczesnych Tatr i Bieszczadów”. Kamienne pszczoły, jak i następna książka Czaszka w czaszce (1970) stały się powieściami kultowymi. Łączy je główny bohater Dymitr Łazur – domniemane alter ego i pseudonim pisarza. W Wysokich pokojach (1977) Wojciechowski stwarzał własny świat i „odwracał się od ogniskującego na sobie uwagę krytyki nurtu «małego realizmu»”. Powieści te budowały „alternatywne uniwersum Europy Środkowej”. W wydanym dekadę później Obrazie napowietrznym (1988) wrócił do stworzonego wcześniej Imperium, chociaż jest ono inne za każdym razem. Był to świat „w którym panuje stan przejściowy będący w trakcie przemiany i «urządzania się»”. Była to „ostatnia z PRL-owskich powieści pisarza”.
Jego kolejne powieści są wielowarstwowe i zawierają równocześnie elementy „fikcji, życia, scenariusza, roli, a także marzeń”, które wszystkie wpływają na przekaz autora. Tworzy „świat osobny”, ale odnoszący się do spraw ogółu. Satyryczna Szkoła wdzięku i przetrwania (1995) jest utrzymana w konwencji powieści łotrzykowskiej i była uważana za wymierzoną w „nowe formy zniewolenia, które nastały wraz z rozwojem kapitalizmu w Polsce”. Harpunnik Otchłani (1996) odnosi się do realiów stanu wojennego i „duchowego klimatu Młodej Polski” z jej „fascynacją Podhalem i francuską moderną”. Zakopane z Harpunnika to miasto „zaludnione postaciami jakby młodopolskimi, jakby Witkacowskimi, które przywiało w Tatry i zaraz wywieje”, a fabuła książki jest „historyczno-polityczno-romansowa, nielinearna”.
Próba listopada (2000) została umieszczona w utworzonym przez Pawła Dunina-Wąsowicza „kanonie prozy III RP”. Wojciechowski przedstawił w niej barwne historie, które okazują się ćwiczeniami scenariuszowymi studentów szkoły filmowej. W powieści Doczekaj nowiu (2007) wprowadził tematykę sensacyjną, jakby filmową, o której napisano, że autor „pokusił się o odtworzenie emocji figur, którymi wyższe nierozpoznane siły rozgrywają swoje partie o najwyższe stawki”. Powieść Tratwa manekina z 2013 zachowuje klasycystyczną koncepcję fabuły i odwołuje się do szekspirowskiej Burzy. Powieść o tajnych służbach i surrealistycznej Polsce Strych świata (2016) opisuje Polskę „przeszłości i przyszłości”, „imaginacji, marzeń i lęków”. Był blisko: mała powieść z początku XXI wieku (2018) jest osadzona w historycznym Krakowie i przedstawia, jak osoba św. Jana Pawła II „zmieniała i nadal zmienia ludzkie życiorysy”.
Zły wiatr (2020) nazwano „regularną fantastyką katastroficzną bliskiego zasięgu”. Wojciechowski widzi potrzebę odbudowy „Europy ojczyzn”, w której „zniszczone zdehumanizowane połączenia cyfrowe zostają zastępowane nawiązywanymi na nowo więzami międzyludzkimi”. Autor wskazał na istniejące „continuum kulturowe” obejmujące obszar od Dalmacji, Karpaty Południowe po Małopolskę z Krakowem. Zły wiatr jest „summą jego myślenia o dzisiejszej światowej cywilizacji i kulturze, a także summą warsztatowych umiejętności”. W powieści Obietnica Bezdroży dostępnej w obszernych fragmentach w 2024 opowiada „jaki świat może przydarzyć się ludziom”. Wprowadza postacie Klary Kingi i Teodora, wnuczki i wnuka Dymitra Łazura, poddanych wyzwaniom XXI wieku.

Pisząc o książkach, mam poczucie wyróżnienia. Tego, że jestem szczęściarzem, także. Książka ma w sobie cały świat. A ja mam tylko jeden mózg, siły są nierówne. Odważyłem się, napisałem. Przez chwilę los jakiegoś świata miałem w rękach. Jak na to zasłużyłem? Zawsze też pisanie bywa aktem wyboru. Pisząc coś, resztę przemilczam. (...) Dobre książki otwierają czytelnikowi drogę do pożytecznych pytań – także tych o samotność i rozpacz. Od pytań blisko już do rozmowy. W moich powieściach próbowałem iść taką drogą. Z dużą pewnością mogę napisać jedno: dobrze jest żyć wśród ludzi, którzy nie są obojętni wobec takich pytań, dobrze mieć rozmówców zainteresowanych definicjami i ich autorami, dobrze brać do rąk książki, które pozostają w kręgu takich wątpliwości i takich tęsknot.

Repozytorium Polona zawiera pełne teksty utworów Wojciechowskiego (oznaczone niżej informacją „on-line”), a to większości powieści, kilku tomów opowiadań, utworów dla dzieci i młodzieży, a także zbioru felietonów. O własnej poezji mówił w nagraniu wydanym przez PIW. W wywiadzie dla Polskiego Radia opowiedział o swoich doświadczeniach i stosunku do życia, że „najbardziej interesuje mnie fikcja. Zawsze poruszałem się gdzieś na krawędzi rzeczywistości”.
Częstą formą wypowiedzi są dla niego felietony, także w formacie multimedialnym. Postawił tezę, „że to, w czym my żyjemy, jest dziedzictwem zamętu PRL-u, czyli tego czasu, kiedy żyliśmy bez wartości, (...) kiedy wszystko, co było, było przeciwko cnotom obywatelskim”. Zajmuje się „humanistycznym obliczem” ekologii, które najpełniej oddaje „wzajemne oddziaływanie człowieka i środowiska”. Uważa, że „konkretem troski o świat jest troska o małą ojczyznę („to co pod ręką i w spojrzeniu” i posiada „korzenie moralne i mistyczne”). Napisał w 2025, że „odpływa nam rodzinna Europa Miłoszów i Konwickich”.
Publikował rysunki ilustrujące własne eseje i felietony, a także wystawiał je w Warszawie i Zakopanem. Uczestniczy w akcji ilustrowania Kolekcji Literackiej Stowarzyszenia Pisarzy Polskich. We współpracy z Zygmuntem Halką był twórcą popularnego widowiska „światło i dźwięk” („son et lumière”) w Pałacu w Wilanowie.

W 2022 na Uniwersytecie Gdańskim ukończono przewód doktorski z zakresu literaturoznawstwa na podstawie dysertacji o jego twórczości. 

Utwory Wojciechowskiego są dogłębnie przemyślaną i niezwykle złożoną pod względem koncepcyjnym, konstrukcyjnym, gatunkowym, intertekstualnym i językowym wypowiedzią literacką, będącą wielopoziomową, skomplikowaną grą tekstu z czytelnikami oraz tekstu z innym tekstami.

W jego prozie zauważono aspekty galicyjskie i elementy belle époque. Każde z jego głównych dzieł „przynosi przesłanie dotyczące różnych zjawisk ludzkiego życia”. Analizuje, zarówno historyczne, jak i współczesne, polskie tematy narodowe. Stwierdził, że „najważniejszą dziedziną twórczości jest wychowanie dzieci, młodych, idących pokoleń”. Bliskie jest mu „poczucie służby społecznej i tęsknota za dobrą rozmową”.

W 1990 twórczość Wojciechowskiego została przedstawiona na francuskim festiwalu literackim Les Belles Étrangères. Został odznaczony Srebrnym Medalem „Zasłużony Kulturze Gloria Artis” (2016). W 2020 otrzymał Nagrodę Literacką m. st. Warszawy i tytuł „Warszawski Twórca”. 

Proza Piotra Wojciechowskiego fascynuje. Z jednej strony fascynuje wyobraźnia pisarza, który stworzył świat z imaginacji, ale przecież zakorzeniony w naszej realności, natomiast z drugiej – intryguje wirtuozeria z jaką pisarz opisuje otaczającą nas, sprawdzalną rzeczywistość, zarówno obyczajową, jak i polityczną. Nie ulega wątpliwości, że proza tego twórcy urzeka i uwodzi tzw. głębszym znaczeniem. To, co pisarz mówi pełnym głosem nie jest wcale ważniejsze od tego, co mówi półgłosem, zaś to co mówi nie wprost okazuje się równie istotne, jak to co mówi wprost. W tej prozie, w tym powieściowym świecie: tu i teraz znaczy także zawsze i wszędzie. I odwrotnie, rzecz jasna. Co więcej, ta proza zdumiewa także pod względem wielości zastosowanych środków artystycznych.

### Powieści[e]

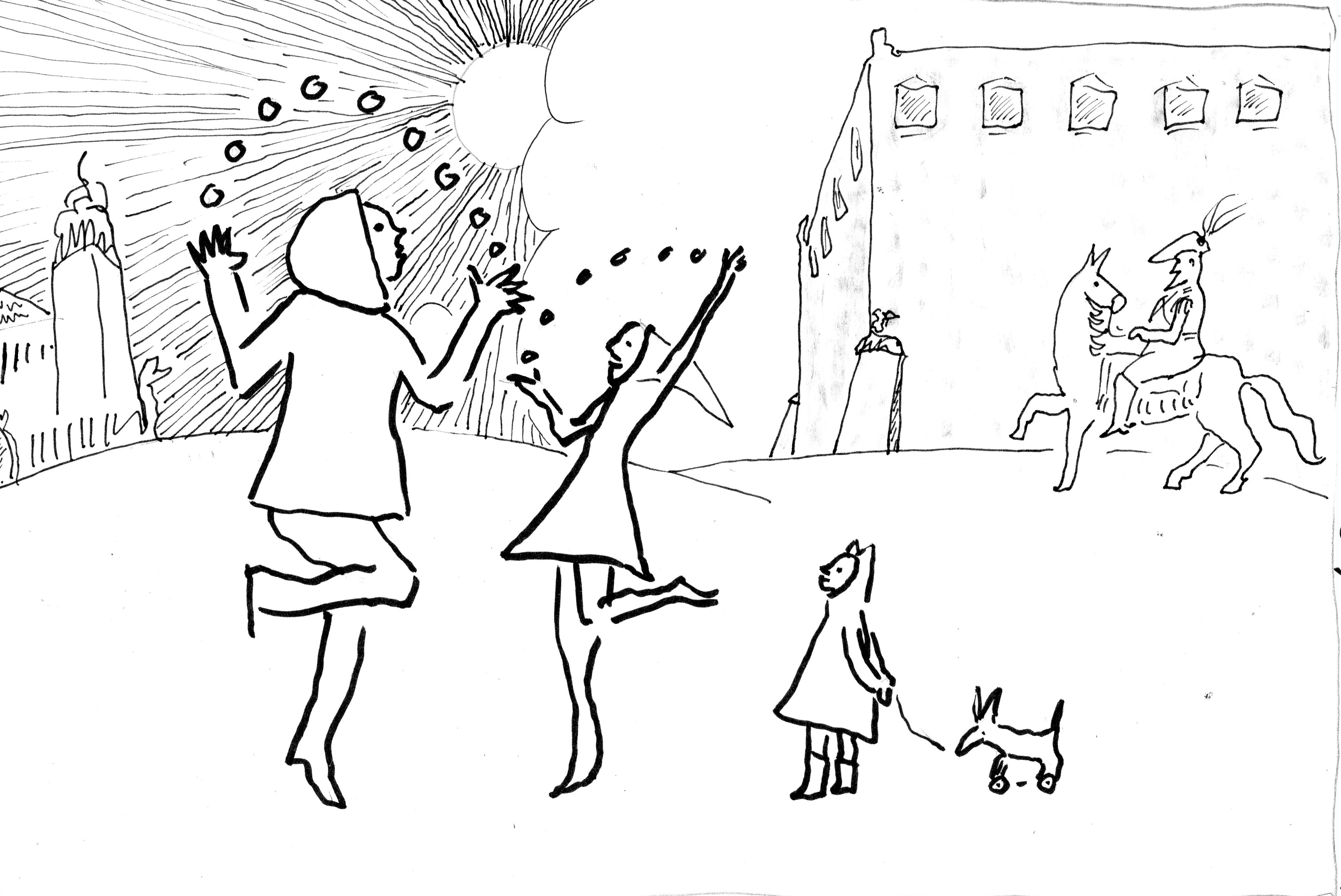
Piotr Wojciechowski, Podzamcze (rysunek, 2015)

- Szubieniczne wzgórze, Piotr Ciechowski (pseudonim), Warszawa: Instytut Wydawniczy „Pax”, s. 112, 1965[84][85],
- Kamienne pszczoły (on-line), Warszawa: Iskry, 1967, ISBN 8320701619 (recenzja Jarosława Iwaszkiewicza, 1968[f][49]; przekład na niemiecki, 1970)[86][87][88],
- Czaszka w czaszce (on-line), Warszawa: Iskry, 1970, ISBN 8306026004 (przekłady na niemiecki, 1973 i francuski, 1988)[50][51][52],
- Wysokie pokoje (on-line), Warszawa: PIW, 1977, ISBN 8306004639[53],
- Obraz napowietrzny (on-line), Kraków: Wydawnictwo Literackie, 1988, ISBN 8308017339[29],
- Szkoła wdzięku i przetrwania (on-line), Warszawa: Agawa, 1995, ISBN 8385571043[54][55],
- Harpunnik otchłani (on-line), Warszawa: Odeon, 1996, ISBN 8388221337[56][87][g],
- Próba listopada (on-line), Warszawa: Wydawnictwo. W.A.B., 2000, ISBN 8388221337[90][91],
- Doczekaj nowiu (on-line), Warszawa: Świat Książki, 2007, ISBN 978-83-247-0494-1[33][56],
- Tratwa manekina (on-line), Warszawa: Oficyna Wydawnicza Volumen, 2013, ISBN 978-83-7233-191-5[60][92],
- Strych Świata (on-line), Warszawa: Wielka Litera, 2016, ISBN 978-83-8032-131-1[61],
- Był blisko: mała powieść z początku XXI wieku (on-line), Pelplin: Wydawnictwo Wyższego Seminarium Duchownego „Bernardinum”, 2018, ISBN 978-83-7823-996-3[62],
- Zły wiatr, Lublin: Wydawnictwo Test, 2020, ISBN 978-83-7038-188-2[54][93][94],
- fragmenty powieści Obietnica Bezdroży, „Twórczość” 9/2024[65], wideo on-line [dostęp 2025-01-07].

### Poezja

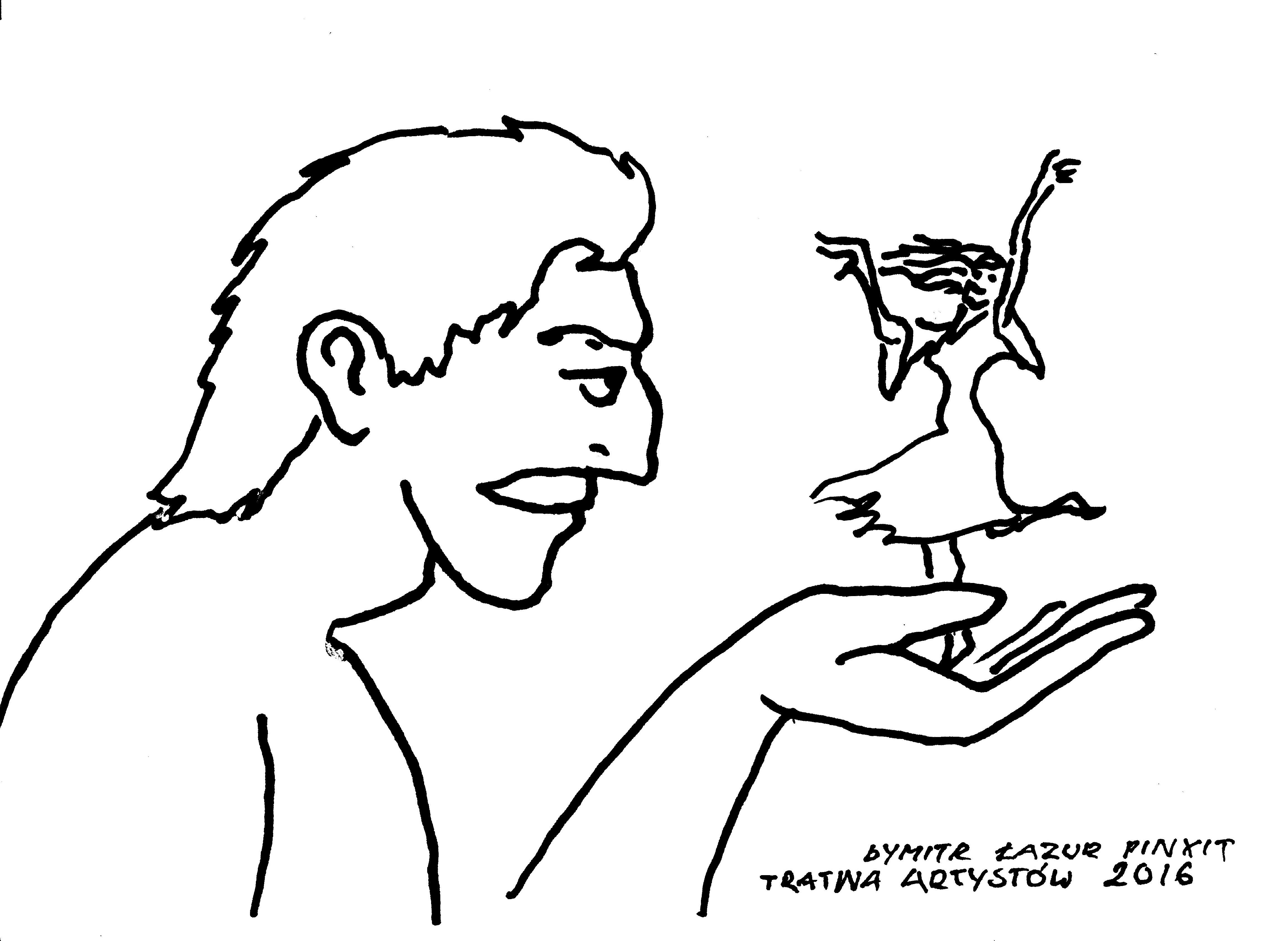
Dymitr Łazur (pseudonim Piotra Wojciechowskiego), Baletnica na dłoni (rysunek, 2016)

- Poczta świąteczna, Warszawa, Oficyna Wydawnicza Volumen, 2016, ISBN 978-0-00-000978-4; wyd. 2 (twarda okładka), 2017 (tekst i rysunki: Piotr Wojciechowski, malarstwo: Krystyna Wojciechowska, reprodukcje: Gabriela Wojciechowska).
- Chleb z deszczem, Warszawa, Oficyna Wydawnicza Volumen, 2018, ISBN 9788364708596[95],
- Siedem sonetów sierpniowych, „Twórczość”, 11(900), 2020[96],
- Lato świetlne, PIW 2023, ISBN 978-83-8196-500-2[97][68].

### Sztuki teatralne
- Rower Pancerny, wystawiona w Studenckim Klubie „Pod Jaszczurami” (Grupa Salamandra[h]) w Krakowie, premiera 6 maja 1963, później wystawiana w środowiskach grotołazów wrocławskich i warszawskich. Wystawienie premierowe pod tytułem zmienionym przez cenzurę – Powrót komety Halleya[29][99][i].
- Kraj średniej wielkości. Sztuka teatralna w 3 aktach. „Dialog”, nr 11, s. 16–43, 2004[101].
- Zaliczenie, czyli Do-shi. Sztuka w 2 aktach, „Dialog”, nr 7/8, s. 54–78, 2005[101].

### Filmografia
- Iluminacja (II reżyser), 1972[102][103],
- Stacja bezsenność (reżyseria, scenariusz), 1973[104][105],
- Cztery spotkania (film turystyczno-krajoznawczy), scenariusz: Andrzej Zajączkowski (także reżyseria) i Piotr Wojciechowski, kostiumy i scenografia: Krystyna Wojciechowska, 1977[106],
- Ze snu sen – film o Wojciechu Hasie, reżyseria: Adam Kuczyński, narracja: Piotr Wojciechowski, 1998[107].

### Przedstawienia i widowiska
- Druga i trzecia miłość, Teatr Polskiego Radia, premiera 16 czerwca 1975, reżyseria Zbigniew Kopałko[108],
- Powrót do Wilanowa (widowisko w formule „światło i dźwięk” – son et lumière) w ogrodach Pałacu Wilanowskiego, premiera 24 czerwca 1977, scenariusz i reżyseria: Piotr Wojciechowski, generalny projektant: Zygmunt Halka[109][110][j],
- Bliscy nieznajomi, Teatr Polskiego Radia, premiera 5 maja 2004, reżyseria Wojciech Markiewicz[112],
- Góra Góry, autorzy: Marek Miller i Piotr Wojciechowski, Teatr Telewizji, premiera 26 lutego 2007, reżyseria Paweł Woldan[113].

### Opowiadania[e]
- Ulewa, kometa, świński targ (on-line), Warszawa: PIW, 1974[114]
- Półtora królestwa, opowiadania beskidzkie (on-line), Kraków: Wydawnictwo Literackie, 1984, ISBN 83-08-00756-2.
- Manowiec (on-line), Warszawa: PIW, 1978
- Próba czytana (on-line), „Wyspa”, 2007/4
- Serce do gry (on-line), Warszawa: Wydawnictwo Świat Książki, 2010, ISBN 978-83-247-2209-9.
- Przebierańcy i przechodnie, opowiadania warszawskie, Warszawa: Biblioteka Słów 2019, ISBN 978-83-952611-6-9[3][115]
- Kochanek Królowej Roju, Warszawa: PIW 2023, ISBN 978-83-8196-603-0[116].
- Drzwi do czasu, „Twórczość”, LXXX, nr 1(938), 2024, ISSN 0041-4727 (fragment on-line)

### Literatura dla dzieci i młodzieży[e]
- Lew koloru marchewki, Warszawa: RSW Prasa-Książka-Ruch, 1971
- Gdyby (on-line), Warszawa: RSW Prasa-Książka-Ruch (seria z „Wiewiórką”), 1973 (ilustracje: Krystyna Wojciechowska)
- Zdobywcy orzechowego tortu, Warszawa: RSW Prasa-Książka-Ruch, 1975 (przekład na francuski, 1981)
- Czarodzieje pachną klejem, Warszawa: KAW, 1976
- Poniedziałek, którego nie było (on-line), Warszawa: KAW, 1977
- Jezioro na wyspie, Warszawa: KAW, 1979 (ilustracje: Krystyna Wojciechowska)[117]
- Autobus spóźnialskich (on-line), Warszawa: KAW, 1980
- Wiatr schwytany w lustro, Warszawa: KAW,1984 (ilustracje: Krystyna Wojciechowska), ISBN 83-203-1275-2.
- Skrzypce wiatrem poruszane (on-line), Supraśl: Arka, 1985 (ilustracje: Janusz Stanny), ISBN 830000971X.
- Najlepszy indiański samochód (on-line), Supraśl: Arka, 1986 (ilustracje: Janusz Stanny), ISBN 8385023003.
- Dom z ptaków (on-line), Supraśl: Arka, 1987 (ilustracje: Janusz Stanny), ISBN 8385023038.
- Bajki żółtego psa (on-line), Warszawa: Stentor, 1993 (ilustracje: Michał Braniewski), ISBN 8386018038.
- Z kufra Pana Pompuła (on-line), Warszawa: Stentor, 1993, ISBN 83-89315-02-5 (dla dzieci od 6 lat)[118]

### Eseje, felietony i recenzje[e]
- Prawo tyraliery, Warszawa: Młodzieżowa Agencja Wydawnicza, 1980 ISBN 83-203-1259-0 (ilustracje: Krystyna Wojciechowska, felietony drukowane w miesięczniku „Radar”)[119]
- felietony (od 1993) w: „List do Pani”, Warszawa: Polski Związek Kobiet Katolickich, Wydawnictwo „Bernardinum”[120][121]
- Wolność nie może być katastrofą (postawa i rola pisarzy polskich wobec ważnych wydarzeń dziejowych) w: Obcowanie z wolnością: dialogi literackie polsko-niemieckie, red: Bożena Chrząstowska i Hans Dieter Zimmermann (materiały z seminariów w 1992 w Schildow i Oborach pod Warszawą), Poznań, Berlin: Nakom, s. 137, 1994, ISBN 8385060812[122]
- Czy się opłaca mieć duszę? Notatki z myślenia, czytania i życia (on-line), Warszawa: Wydawnictwo Archidiecezji Warszawskiej, 1996, ISBN 83-85706-58-5.
- Dziedzictwo zamętu w: Spór o PRL, Kraków: „Znak”, s. 51, 1996, ISBN 8370065945[123]
- felietony (od 1998) w: „Pielgrzym”, Pelplin: Wydawnictwo „Bernardinum”[124][125]
- Małe ojczyzny i Europa ducha, „Krakowskie Studia Małopolskie”, 9, 2005[73]
- Café Navarra (on-line), Warszawa: Biblioteka „Więzi”, 2007[72]
- Mit Zakopanego jako rzeczywistość, Wydawnictwa Muzeum Tatrzańskiego: „Rocznik Podhalański”, 10 (2003–2006), s. 263–268, 2007[126]
- felietony dla portalu „Pisarze.pl”, e-Dwutygodnik Literacko-Artystyczny ISSN 2084-6983 (od 2012, wygłaszane w Domu Literatury na Biesiadach Literackich Stowarzyszenia Pisarzy Polskich)[70][127][128]
- felietony na tematy ekologiczne (od 2012) w: „Święto Stworzenia” Portal Chrześcijańskich Ekologów [dostęp 2024-10-05][129][130][131]
- Od strony ogrodu, Biblioteka Słów 2022, ISBN 978-83-963095-7-0, także e-book[66][67]
- Członek dobrego spotkania – o prof. Zofii Kielan-Jaworowskiej w upamiętnieniu przez PAN elity dwudziestu polskich uczonych (2022)[132]
- felietony w: „Wyspa” (Warszawa: Biblioteka analiz)[133][134]; „Więź” (Warszawa: Towarzystwo Więź, w cyklu Jeden świat, jeden mózg); „Przegląd Katolicki” (ok. 1980–1990, cykl felietonów Okno na ogród); „Nasza Rodzina” (ok. 1980–1999, Chevilly (Loiret): Księża Pallotyni); „Pastores” (2002–2013, cykl felietonów, wyd. Bernardinum)[135]; „Magazyn Twórczy Polska–Canada” (portal)[136]
- recenzje w: „Nowe Książki” (od 2013)[137]
- felietony „dla miłośników języka polskiego i polskiej kultury”; Ałmaty, Kazachstan: Centrum Kultury Polskiej „Więź”, 2024, audio 8'04[71]

### Wywiady
- Góry moje nieopisane, wywiad Ewy Matuszewskiej, Podkowiański Magazyn Kulturalny, nr 54–55, ISSN 1232-1125, 2007[28]
- Piotr Wojciechowski przed mikrofonem Marka Pędziwola, Radio France Internationale, 2008[33]
- w „Notatniku Dwójki”, Polskie Radio – Dwójka, 2013, wywiad audio[69]
- Pisarz stara się nawiązać rozmowę, wywiad Agnieszki Papieskiej, „Nowe Książki”, nr 5, ISSN 0137-8562, 2014[138]
- w „Zapiski ze współczesności”, Polskie Radio – Dwójka, 2018, seria 5 wywiadów audio[139]
- Pas startowy do myślenia, dwutygodnik.com, (6) 2020 [dostęp 2024-04-22][140]
- Moje pisanie, rozmowa w Bibliotece Mokotów, 2021, wideo 5'56''[141]

### Rysunek
- wystawa Batik, malarstwo, rysunek – Stypendyści Instytutu Sabały, Galeria Magdy Kraszewskiej „Dom Doktora”, Zakopane (razem z Krystyną Wojciechowską), 2006[75].
- wystawa Bez promocji, Galeria Magdy Kraszewskiej „Dom Doktora”, Zakopane (razem ze Zbigniewem Pytlem i Markiem Sołtysikiem), 2009[142][143]
- wystawa rysunków do opowiadań Serce do gry *, Cafe Antrakt, Warszawa, 2011[144]
- wystawa Rysunki z tamtych lat, Cafe Antrakt, Warszawa (razem z batikami Krystyny Wojciechowskiej), 2011
- wystawa Rysunki nowe i nowsze, Dom Kultury Śródmieście, Warszawa, 2012[145]
- wystawa Kontratak rysownika, Dom Kultury Śródmieście, Warszawa, 2015[146]
- ilustracje do książki Marii Wilczek Porady spod lady, ISBN 978-83-7823-513-2, 2015[147]
- wystawa Inicjały – gmerki – winiety, Galeria Magdy Kraszewskiej „Dom Doktora”, Zakopane, 2017[147]
- ilustracje do książki Krzysztofa Lipowskiego Mysteria, 48 miniatur prozą, Warszawa: Stowarzyszenie Pisarzy Polskich, ISBN 9788366359932, 2020[148]
- ilustracje do książki Jolanty Cywińskiej Władcy czterech ścian, Warszawa: Stowarzyszenie Pisarzy Polskich, ISBN 9788396151957, 2021[149]
- ilustracje do tomu wierszy Krzysztofa D. Szatrawskiego Wszędzie, Warszawa: Stowarzyszenie Pisarzy Polskich, ISBN 9788396151933, 2021[150]
- ilustracje do tomu wierszy Adama Lizakowskiego Pieszycka księga umarłych, Warszawa: Stowarzyszenie Pisarzy Polskich, ISBN 9788396220035, 2022[151]
- wystawa zbiorowa Ilustracje cytowane, Kolekcja Literacka Stowarzyszenia Pisarzy Polskich, Biblioteka Publiczna Mokotów, Warszawa, 2022[76][152]
- ilustracje do wyboru wierszy poetek ukraińskich Nie zabrałam z sobą radości, Warszawa: Stowarzyszenie Pisarzy Polskich, ISBN 9788396552341, 2023[153]

### Albumy
- Polska w obrazach i słowach, (tekst: Piotr Wojciechowski, fotografie: Piotr Cieśla) Warszawa: „Sport i Turystyka” Muza, 2000, ISBN 8372005826 (przekłady na angielski i niemiecki)[21]

### Przekłady
- Jan Fleischer: Cztery wykłady o pisaniu scenariusza (An approach to screenwriting for the feature film), przeł. Piotr Wojciechowski, Łódź: Państwowa Wyższa Szkoła Filmowa, Telewizyjna i Teatralna. Dział Wydawniczy, s. 65, 1997, ISBN 8390720337[154].

## Nagrody i wyróżnienia
- 1968 – Nagroda im. Wilhelma Macha za „najlepszą debiutancką powieść” Kamienne pszczoły[155]
- 1975 – Harcerska Nagroda Literacka (honorowe wyróżnienie)
- 1975 – Złoty Krzyż Zasługi[156]
- 1978 – Nagroda literacka Fundacji im. Kościelskich w Genewie[157]
- 1979 – Odznaka honorowa „Zasłużony dla Kultury Polskiej”[21]
- 1992 – Nagroda Fundacji Piotra Büchnera za twórczość prozatorską[158]
- 1994 – Nagroda Literacka im. Kornela Makuszyńskiego
- 2016 – Srebrny Medal „Zasłużony Kulturze Gloria Artis”[159]
- 2019 – nominacja do „Orfeusza” – Nagrody Poetyckiej im. K.I. Gałczyńskiego za tom Chleb z deszczem[160]
- 2019 – Nagroda Literacka im. Władysława Reymonta za całokształt twórczości[161][162]
- 2019 – Nagroda Literacka im. ks. Jana Twardowskiego za tom wierszy Chleb z deszczem[163]
- 2020 – Nagroda Literacka m.st. Warszawy i tytuł „Warszawskiego Twórcy”[3][80]